# Morrinho de Açúcar
Morrinho de Açúcar é um pequeno monte na ilha do Sal, em Cabo Verde.  Situada-se na zona norte da ilha, suloeste de Ponta Preta do Norte e norte de capital da ilha Espargos. O seu ponto mais elevado tem 40,53 m de altitude.  Forma uma parte de paisagem protegido